# Dvärgnäckros
Dvärgnäckros (Nuphar pumila) är en mycket liten näckrosväxt i gulnäckrossläktet med gula blommor. Den finns i norra och centrala Europa.